# Walter McCoy
Walter McCoy (Estados Unidos, 15 de noviembre de 1958) es un atleta estadounidense retirado, especializado en la prueba de 4x400 m en la que llegó a ser campeón olímpico en 1984.

## Carrera deportiva
En los JJ. OO. de Los Ángeles 1984 ganó la medalla de oro en los relevos de 4x400 metros, con un tiempo de 2:57.91 segundos, por delante de Reino Unido y Nigeria, siendo sus compañeros de equipo: Sunder Nix, Alonzo Babers, Antonio McKay, Ray Armstead y Willie Smith.